# Rutilia subtustomentosa
Rutilia subtustomentosa är en tvåvingeart som beskrevs av Macquart 1851. Rutilia subtustomentosa ingår i släktet Rutilia och familjen parasitflugor. Inga underarter finns listade i Catalogue of Life.